# Hindu Love Gods
Gli Hindu Love Gods furono un supergruppo alternative rock statunitense che si formò ad Athens (Georgia) nel 1984 e pubblicò un solo album, divenuto di culto all'interno del circuito Indie.

## Storia del gruppo
La formazione originale era composta dai tre musicisti dei R.E.M., Bill Berry (batteria), Peter Buck (chitarra) e Mike Mills (basso), dal cantautore Warren Zevon (voce, chitarra, piano) e dal cantante degli Oh-Ok, Bryan Cook (cori). Con questa formazione pubblicarono nel 1985 per la I.R.S. Records il singolo Narrator, che non ottenne molto successo.
Al termine delle registrazioni dell'album di Zevon, Sentimental Hygiene (1987, Elektra Records), al quale collaborarono anche Berry, Buck e Mills, durante una jam session, i quattro (senza Cook) si ritrovarono a registrare alcune cover di brani prevalentemente Blues e R&B. La registrazione in studio durò appena 3 ore, durante le quali la leggenda narra che i musicisti fossero ubriachi, e da essa vennero successivamente estratti dieci brani. Berry dichiarò a proposito di quelle registrazioni che ci impiegarono a realizzarle più o meno lo stesso tempo necessario all'ascolto dell'album.
Tale materiale rimase per alcuni una leggenda della musica underground fino a che non vide la luce nell'ottobre del 1990 sotto forma di un LP pubblicato con lo stesso nome della band dalla Giants Records, che aveva appena messo sotto contratto lo stesso Zevon. L'album raggiunse la posizione #168 della classifica The Billboard 200, e il singolo Raspberry Beret, una gran versione rock del successo di Prince del 1985, raggiunse la posizione #23 della classifica Alternative Songs.

## Formazione
- Warren Zevon - (voce, chitarra, piano)
- Bill Berry (R.E.M.) - (batteria)
- Peter Buck (R.E.M.) - (chitarra)
- Mike Mills (R.E.M.) - (basso)
- Bryan Cook (Oh-Ok) - (cori)

## Discografia
- 1990 - Hindu Love Gods - Giants Records